# Bertille Zénobie Estramon
Bertille Zénobie Estramon est une réalisatrice française qui vit et travaille à Bruxelles.

## Biographie
Bertille Zénobie Estramon est née en 1993 à Clermont-Ferrand. Elle suit des études de théories du cinéma à l'université de Montpellier III.
En 2015, elle déménage en Belgique et intègre l’Institut des Arts de Diffusion, en réalisation cinéma, à Louvain-la-Neuve.
En 2019, elle réalise le court métrage Raoul avec Julien Bernard.
Son film de fin d’études sort un an après, en 2020. Intitulé Chienne, il dure une quinzaine de minutes et remporte un franc succès[réf. souhaitée]. Ce court métrage est présenté dans la compétition internationale du Festival du court métrage de Clermont-Ferrand en 2021,.

## Filmographie
- 2019 : Raoul
- 2020 : Chienne